# 方枢
方枢，福建福州府侯官县人，南宋武状元。他于南宋理宗宝庆二年（1226年）丙戌科中武举状元，是福州历史上第六位武状元。他的父亲名叫方审，族人有方岗、方寅、方梦申等。关于他的史料记载很少。